# Odón II de Lusacia
Odón II (m. 1032) fue el único hijo de Tietmaro de la Marca Sajona Oriental. Sucedió a su padre en enero de 1030. Todo lo que se sabe de él es que no dejó descendencia, muriendo lo más probable antes de alcanzar la mayoría de edad. Le sucedió su cuñado, Dedo. La Marca Sajona Oriental, sin embargo, estaba tan disminuida que no quedaba nada de ella para Dedo excepto Baja Lusacia.